# Aquiles Cuadra de Miguel
Aquil·les Cuadra de Miguel (Tudela, 7 de novembre de 1896 - Pamplona, 19 d'octubre de 1939) advocat i polític navarrès, militant d'Izquierda Republicana. Era fill de Ruperto Cuadra, candidat a l'alcaldia de Tudela pel partit republicà a les eleccions municipals de febrer de 1920 i de 1930 a 1931 va dirigir el diari republicà Hoy
Membre de l'Agrupació Republicana de Tudela, el 14 d'abril de 1931 s'encarregà de la proclamació de la Segona República Espanyola al balcó de l'ajuntament de Tudela. A les eleccions municipals espanyoles de 1931 fou escollit alcalde de Tudela pel Partit Republicà Radical Socialista. També va presentar-se en la candidatura navarresa de la Conjunció Republicano-Socialista encapçalada per Mariano Ansó a les eleccions generals espanyoles de 1931, però no fou escollit.
Quan es produí el cop d'estat del 18 de juliol de 1936 a Navarra es reuní a l'ajuntament de Pamplona com a representant d'IR amb altres dirigents navarresos del Front Popular. En triomfar el cop fou empresonat pels rebels, jutjat i condemnat a mort. Va ser una de les víctimes de la Guerra Civil a Navarra, una vegada finalitzada la Guerra.